# Джунта Пізано
Джунта Пізано (*Giunta Pisano, між 1190 та 1200 —†бл. 1260) — італійський художник, представник Проторенесансу.

## Життєпис
Про точну дату народження Джунти немає відомостей. Народився він у Пізі. Ймовірно був сином маляра Капітіна. Також нічого не відомо про роки навчання або вчителів Джунти. Знано, що він виконував роботи у Пізі у 1220-х роках. Тоді ж відкриває власну майстерню, яка була відомою по всій Італії.
У 1236 році в Ассізі займався розписом церкви Св. Франциска. 1239 року перебував у Римі, де також виконував замовлення церковних ієрархів. У 1240 році повертається до Пізи, де перебував до 1250 року, виконуючи замовлення місцевих церковників та знаті. З 1250 до 1254 року працював у Болоньї. У 1254 році займався розписом церкви Санта Марія дельї Анджелі в Ассізі. після цього повертається до Пізи, де створює фрески у церкві Св. Раньєрі. Помер близько 1260 року.

## Творчість
Живописна манера Джунта Пізано походить від пізанської школи кінця XII — початку XIII ст., в якій домінував візантійський іконопис, а також зазнала впливу лукканської майстерні Берлінг'єрі.
З доробку Пізано відомо про 3 розписних хреста, на яких стоїть підпис Джунта: «Хрест» з церкви Санта Марія дельї Анджелі; «Хрест» з музею Сан Маттео (Піза); «Хрест» з церкви Сан Доменіко (Болонья). Останній є найвідомішим.
До того ж дослідники приписують Пізано низку робіт: 3 різних вівтарних образи із зображенням Св. Франциска і сцен з його життя (Піза, музей Сан Маттео; Ассізі, скарбниця монастиря; Рим, Ватиканська пінакотека), 4 розписних хреста (2 з них — у Пізі, музей Сан Маттео; Венеція, зібрання Чіні; Нортгемптон, Музей мистецтва Коледжу Сміта), 2-а фрагменти розписного хреста (Національна галерея мистецтв, Вашингтон), і 2 дошки зі сценами з життя Христа.
Властива цьому майстру більш жива і драматична манера зображення послужила поштовхом для подальшого розвитку живописних прийомів у бік більшої реалістичності.